# 达克斯区
达克斯区（法語：Arrondissement de Dax）是法国朗德省所辖的一个区。总面积3194平方公里，总人口226858，人口密度71人/平方公里（2017年）。主要城镇为达克斯。

## 辖区
达克斯区辖有152个市镇。